# القریه
القریة (به عربی: القریة) یک منطقهٔ مسکونی در بحرین است که در شمالیه (بحرین) واقع شده‌است.